# Yiannis Stournaras
 Yiannis Stournaras  (græsk:  Γιάννης Στουρνάρας) (født 1956 i Athen) er en græsk politiker og økonom. Han var professor ved Athens Universitet. Fra 5. juli 2012 er han Grækenlands finansminister.  

## Økonomen
Yiannis Stournaras har studeret ved universiteterne i Athen og Oxford. I 1989 blev han professor i økonomi på Athens Universitet. 
I 1986-1989 var han særlig rådgiver for det græske økonomiministerium. I 1989-1994 var han særlig rådgiver for den græske centralbank. I 1994-2000 var han medlem af EUs Økonomiske og Monetære Udvalg.   

## Bankmanden
Fra juli 2000 til marts 2004 var Yiannis Stournaras bestyrelsesformand og Administrerende direktør for Emporiki Bank (den kommercielle bank). Han fik senere en post under den græske nationale bank. 

## Politikeren
Fra 17. maj 2012 til 20. juni 2012 var Yiannis Stournaras minister for udvikling, konkurrenceevne og søfart i det forretningsministerium, der blev ledet af Panagiotis Pikrammenos.
I den næste regering blev Vassilis Rapanos udset til at være finansminister. Rapanos havde imidlertid alvorlige helbredsproblemer, og han måtte trække sig fra regeringen allerede den 25. juni 2012. Dagen efter blev Yiannis Stournaras udset til finansminister. Han aflagde ed den 5. juli 2012.